# Chrysophlegma
Chrysophlegma ist eine Gattung der Vögel aus der Familie der Spechte (Picidae). Die Gattung umfasst nur drei kleine bis mittelgroße Arten, die jeweils Teile Süd- und/oder Südostasiens bewohnen. Alle drei Arten sind eng an Wald gebunden, zwei der drei Arten bewohnen vor allem den immergrünen tropischen Regenwald, die dritte Art, der Gelbnackenspecht (Chrysophlegma flavinucha) besiedelt ein breiteres Spektrum von Waldtypen. Alle Arten suchen wohl fast ausschließlich an Bäumen nach Nahrung, diese besteht  in erster Linie aus Ameisen und Termiten. Die drei Arten werden von der IUCN als ungefährdet („least concern“) eingestuft.

## Beschreibung
Es sind kleine bis mittelgroße Spechte mit langem Schwanz, einer ausgeprägten Federhaube und einem je nach Art recht kurzen oder langen, leicht oder deutlich meißelförmig zugespitzten und an der Basis breiten Schnabel. Der Schnabel ist am First nach unten gebogen. Zwei Arten sind oberseits überwiegend grün mit düsterer und ungezeichneter Rumpfunterseite, die dritte Art, der Mennigspecht (Chrysophlegma miniaceum), ist oberseits überwiegend rostrot und auf der Unterseite unauffällig hell dunkel gebändert. Die Arten zeigen hinsichtlich der Färbung einen nicht sehr auffallenden Geschlechtsdimorphismus.

## Systematik
Die Gattung umfasst drei Arten:
- Gelbnackenspecht (Chrysophlegma flavinucha)  (Gould, 1834)
- Tropfenkehlspecht (Chrysophlegma mentale)  (Temminck, 1826)
- Mennigspecht (Chrysophlegma miniaceum)  (Pennant, 1769)

Die drei Arten wurden bisher zur Gattung Picus gestellt. Nach einer molekulargenetischen Untersuchung mehrerer Abschnitte der DNA bilden diese drei Arten eine monophyletische Gruppe; ob diese Gruppe das Schwestertaxon aller anderen Arten der Gattung Picus ist oder weiter von diesen entfernt steht, konnte nicht sicher geklärt werden. Die genetische Distanz zwischen diesen beiden Gruppen ist jedoch ebenso groß wie zwischen anderen als unterschiedlichen Gattungen behandelten Taxa der Spechte, so dass die Autoren der Studie eine Abtrennung dieser drei Arten als eigene Gattung Chrysophlegma vorschlagen. Diesem Vorschlag ist die International Ornithologist’s Union (IOC) bereits gefolgt.